# Flavia Domitilla (figlia di Domitilla minore)
Flavia Domitilla (Roma, I secolo – I secolo) era nipote dell'imperatore romano Vespasiano e di Flavia Domitilla maggiore e figlia di Flavia Domitilla minore.
È venerata dalla Chiesa cattolica e dalla Chiesa greco-ortodossa, come vergine e martire.
Alcune fonti la considerano una convertita al giudaismo o alla fede cristiana e si discute se la Flavia Domitilla menzionata da scrittori cristiani a partire dal quarto secolo sia la stessa persona o un'altra.

## Biografia
Nacque intorno all'anno 60 d.C. nella famiglia degli imperatori Flavi della Roma antica. Sua madre, Flavia Domitilla minore, era figlia del futuro imperatore Vespasiano (69–79) e di Flavia Domitilla maggiore e sorella dei futuri imperatori Tito (79–81) e Domiziano (81–96).
All'età di soli 9 anni perse la madre, crescendo negli ambienti del consolato romano fino a sposare un suo cugino, il console Tito Flavio Clemente, nipote di Tito Sabino, il fratello maggiore del nonno Vespasiano.

### Scrittori classici
Svetonio, nato nel 69 e così contemporaneo di Domitilla, non dà alcuna informazione sulla persona di Domitilla, ma la menziona come una persona ben conosciuta dai suoi lettori: infatti nella sua opera Vite dei Cesari, pubblicata nel 119–121, dice che il principale assassino dell'imperatore Domiziano nel 96, Stefano, era "intendente di Domitilla".
Svetonio racconta pochissimo prima nello stesso libro che Domiziano "fece uccidere tutto ad un tratto, per il più leggero sospetto e quasi nell'esercizio stesso del consolato, suo cugino Flavio Clemente, personaggio assolutamente inattivo, di cui, pubblicamente, aveva destinato i figli, ancora piccoli, ad essere suoi successori e a perdere i loro nomi precedenti, per chiamarsi uno Vespasiano e l'altro Domiziano. Fu soprattutto questo delitto ad affrettare la sua morte". Non menziona che la sposa di questo Flavio Clemente e la madre dei due figli menzionati era Domitilla, cosa che sappiamo da altre fonti.
Quintiliano menziona nel prefazio del libro IV della sua più famosa opera, l'Institutio oratoria, che Domiziano gli aveva affidato l'istruzione di questi due ragazzi, nipoti di sua sorella.
I figli di Flavia Domitilla e Flavio Clemente erano sette, secondo un'iscrizione di Tatia Baucylis, balia di tutti.
Cassio Dione (155–229) nella sua Storia romana (probabilmente del 202) dà altre informazioni sulla morte di Flavio Clemente: "Domiziano mandò a morte, siccome molti altri, così pure Flavio Clemente (sebbene questo fosse di lui cugino, e moglie avesse Flavia Domitilla, anch'essa parente di Domiziano, apposto avendo all'uno ed all'altra il delitto di empietà verso gli dei; e per questo delitto anche molti altri che deviati erano ai costumi dei Giudei, dannati furono; dei quali una parte fu uccisa; l'altra spogliata di qualunque facoltà. Domitilla fu soltanto relegata all'isola Pandataria.

### Scrittori cristiani
Il vescovo cristiano Eusebio di Cesarea (265–340) scrive nella sua Storia ecclesiastica: "In quel tempo la dottrina della nostra fede brillava tanto che anche gli autori estranei alla nostra tradizione non esitarono a tramandare nelle loro storie la persecuzione e i martirii avvenuti in essa. Indicano anche il tempo preciso, dicendo che nel quindicesimo anno di Domiziano, fra moltissimi altri, Flavia Domitilla, figlia di una sorella di Flavio Clemente, allora uno dei consoli di Roma, è stata condannata, per avere dato testimonianza a Cristo, ad essere relegata nell'isola di Ponza.
In un'altra opera sua, il Chronicon, che sopravvive in una traduzione fatta da san Girolamo (c. 340–420), Eusebio indica il nome di un autore che dà informazioni simili a quelle citate nella Storia ecclesiastica: in relazione dall'anno 16 di Domiziano (96 d.C.), nell'Olimpiade 218, dice che "Bruttius scrive che sotto Domiziano molti cristiani furono martirizzati, tra cui Flavia Domitilla, nipote dalla parte di sua sorella del console Flavio Clemente, relegata all'isola di Ponza per essersi dichiarata cristiana.
Sono molte le incertezze riguardanti l'identità (e la religione) di questo Bruttius.
Giorgio Sincello (morto dopo 810), ripete il testo del Chronicon di Eusebio, e aggiunge che Flavio Clemente morì per Cristo, essendo così il primo a dire che questo console del primo secolo era cristiano. Nel citare Eusebio, Sincello dice che Domitilla era ἐξαδελφή (exadelphe) di Clemente, termine che può significare anche "cugina" e non solo, come Girolamo lo interpretò, "nipote".
Girolamo, nello scrivere della morte nel 404 di Paola romana, dice che questa pia vedova, nel suo viaggio da Roma alla Terra Santa, fece scalo nell'isola di Ponza, "celebre per l'esilio di Flavia Domitilla, la più illustre donna del suo tempo", e visitò "le cellule dove essa subì un lungo martirio".

### Una o due?
Le informazioni sulla Flavia Domitilla relegata da Domiziano date da Cassio Dione non concordano con quelle date da Eusebio. Secondo Cassio Dione, Flavia Domitilla era sposa di Flavio Clemente, è stata relegata all'isola di Pandataria e viene menzionata nel contesto di persone "deviate ai costume dei giudei". Secondo Eusebio, che attribuisce le sue informazioni a Bruttius, era nipote di Flavio Clemente (figlia della di lui sorella), la località dell'esilio era l'isola di Ponza e la causa della sua relegazione era l'essersi dichiarata cristiana.
Una leggenda del V o VI secolo, gli Atti dei santi Nereo e Achilleo, la cui mancanza di valore storico è riconosciuta, afferma all'inizio che Domitilla era nipote dell'imperatore Domiziano, ma poi la presenta come nipote del console. Inoltre la presenta non come madre di sette figli, come nell'iscrizione di Tatia Baucylis, ma invece come vergine cristiana consacrata, idea che anche in Eusebio e nella citata lettera di Girolamo non appare.
Alcuni suppongono che Cassio Dione e Bruttius parlavano di due distinte vittime di Domiziano appartenenti alla stessa famiglia senatoriale e chiamate ognuna Flavia Domitilla.
Cesare Baronio (1538–1609) è stato il primo ad affermare che queste due distinte donne dal nome identico c'erano: nell'antichità nessun autore lo disse e Svetonio poté dire che Stefano, l'assassino di Domiziano, era "intendente di Domitilla" senza dovere specificare di quale Domitilla si trattava.
Altri giudicano più probabile che una sola Flavia Domitilla è stata relegata da Domiziano e che esistono errori nei testi o di Cassio Dione o di Eusebio o di tutti e due. Dicono che è possibile, per esempio, che i nomi delle isole geograficamente vicine di Ponza e di Pandataria siano stati confusi.

## Culto

### Culto nella Chiesa cattolica
Nel IX secolo Flavia Domitilla è per la prima volta inclusa in una lista dei santi: il martirologio di Floro di Lione le dedica un lungo elogio sulla base degli Atti dei santi Nereo e Achilleo e le attribuisce come festa il 7 maggio, forse solo perché il Martyrologium Hieronymianum ricordava in tale data un san Flavio, e la menziona anche il 12 maggio dicendo, di nuovo sulla base degli stessi Atti, che Nereo e Achilleo, celebrati in quel giorno, erano i suoi eunuchi. Il martirologio di Adone di Vienne fa lo stesso più brevemente. Il martirologio di Usuardo ha copiato quello di Adone ed è stato a sua volta copiato dal Martirologio Romano di Cesare Baronio, che credeva nella leggenda degli Atti dei santi Nereo e Achilleo e che nel 1595 fece inserire nel Calendario romano generale il nome di Domitilla insieme con quelli di Nereo e Achilleo nella festa di questi, il 12 maggio.
Da allora il Martirologio Romano ha riportato sotto la data del 7 maggio: "A Terracina in Campagna è il Natale della B. Flavia Domitilla Vergine, e martire; la quale essendo figliuola d'una sorella di Flavio Clemente Console, e da S. Clemente consacrata col sacro velo, nella persecuzione di Domiziano, per la fede di Cristo, con molti altri confinata nell'Isola Ponza, vi sopportò un lungo martirio, ma all'ultimo condotta a Terracina, con la dottrina, e miracoli convertendo molti a Cristo, per ordine del Giudice, dato fuoco alla camera dove ella abitava con le sue Vergini Eufrosina, e Theodora, abbruciata, finì il corso del suo glorioso martirio. Se ne fa festa anche insieme con i santi martiri Nereo, e Achilleo, alli 12 di maggio."
Nel Breviarium Romanum si legge: "La vergine romana Flavia Domitilla, nipote degli imperatori Tito e Domiziano, dopo avere ricevuto il sacro velo della verginità dal beato Papa Clemente, è stata accusata dal suo fidanzato Aureliano, figlio del console Tito Aurelio, di essere cristiana ed è stata relegata dall'imperatore Domiziano all'isola di Ponza, dove in prigione ha subito un lungo martirio. Finalmente, portata a Terracina, ha di nuovo confessato Cristo e sotto l'imperatore Traiano, dato che è parsa sempre più costante, per ordine del giudice è stata incendiata la sua camera e, insieme alle sue sorelle di latte, le vergini Theodora e Euphrosyna, ha terminato il corso del suo glorioso martirio il 7 maggio. I loro corpi sono stati trovati intatti e sono stati sepolti dal diacono Cesario di Terracina. In questo giorno [12 maggio] i corpi dei due fratelli [Nereo e Achilleo] e di Domitilla sono stati portati dalla diaconia di Sant'Adriano di ritorno alla basilica di questi martiri, il titolo cardinalizio Fasciolae".
La menzionata traslazione delle reliquie è stata organizzata nel 1597 con la massima solennità dal cardinale Baronio.
Così il 'Breviario romano del periodo tridentino identificava la martire Flavia Domitilla come figlia di Domitilla minore, mentre secondo il Martirologio della stessa epoca la santa era nipote non degli imperatori Tito e Domiziano, ma del console Tito Flavio.
Il decreto di promulgazione dell'edizione 2001 del Martirologio Romano dichiara: "Secondo quanto disposto dalla costituzione Sacrosanctum Concilium del Concilio ecumenico Vaticano II sulla sacra liturgia, affinché “le passioni o vite dei santi siano riportate alla fedeltà storica” (art. 92 c), è necessario sottoporre al giudizio della disciplina storica e trattare con più diligenza rispetto al passato sia i nomi dei santi iscritti nel Martirologio sia i loro elogi".
L'edizione post-conciliare del Martirologio Romano non presenta santa Domitilla come figlia di Domitilla minore: nella data del 7 maggio dice: "A Roma, commemorazione di santa Domitilla, martire, figlia di sorella del console Flavio Clemente, che, accusata durante la persecuzione dell'imperatore Domiziano di negare gli dei pagani, a causa della sua testimonianza a Cristo, è stata relegata con altri all'isola di Ponza, e lì ha subito un lungo martirio.
Già nel 1969, era stato rimosso dal Calendario romano generale il nome di Domitilla (inseritovi soltanto nel 1595), perché il suo culto non ha alcun fondamento nella tradizione. Perciò Domitilla non è più menzionata il 12 maggio, festa dei soldati martiri Nereo e Achilleo.

### Culto nella Chiesa ortodossa
La Chiesa ortodossa celebra il 12 maggio una santa Domitilla, che secondo il Servizio Apostolico della Chiesa di Grecia visse a Roma nel primo secolo ed era sposa del console Tito Flavio Clemente e figlia della sorella dell'imperatore Domiziano. È morta come martire per avere rifiutato di sacrificare agli idoli.